# Nader Djahanbani
Pour les articles homonymes, voir Djahanbani.
Le sepahbod (lieutenant-général) Nader Djahanbani (en persan: سپهبد نادر جهانبانی ), né le 16 avril 1928 à Téhéran et mort exécuté le 13 mars 1979 à la prison de Qasr de Téhéran, est un général iranien, considéré comme le père des forces aériennes iraniennes. Il était surnommé « le général aux yeux bleus. »

## Biographie
Nader Djahanbani naît dans une famille princière iranienne descendant du chah Fath Ali (1771-1834) et issue d'une longue tradition militaire. Son père, le lieutenant-général Amanullah Djahanbani (1895-1974), a longtemps commandé à la brigade cosaque persane, où servait également le futur Reza Chah. Sa mère russe, Hélène Kaminsky, est issue de la bonne société de Petrograd. Il a deux frères, Parviz, officier dans la marine impériale iranienne, et Khosrow qui épouse en 1971 la princesse Shahnaz, fille du chah Mohammad Reza Pahlavi et de sa première femme, Fawzia d'Égypte. Lui-même épouse Farah Zangeneh, fille d'un colonel.
Le général Amanullah Djahanbani, son père, est mis en prison par son ancien compagnon d'armes, le chah Reza Pahlavi, en 1940. Cela marque le jeune Nader. Mais lorsque le nouveau chah monte sur le trône, il libère le vieux général et le nomme sénateur. Nader Djahanbani est envoyé par son père en URSS afin de recevoir une formation militaire dans la flotte aérienne. Il sort diplômé de l'académie militaire et rentre en Iran en 1952 servir dans les forces aériennes de son pays avec le grade de premier lieutenant. Quelque temps plus tard la même année, il est envoyé en Bavière à la base aérienne de Fürstenfeldbruck parfaire sa formation. Il devient l'un des premiers Iraniens (avec Mohammad Amir Khatemi) à piloter un Republic F-84 Thunderjet qui est commandé par l'armée iranienne.
Revenu en Iran, il devient instructeur et forme la Couronne d'Or (avec notamment Mohammad Amir Khatemi et Amir Hossein Rabii (en)), première équipe iranienne de voltige aérienne.
Djahanbani a joué un rôle primordial pour mettre sur pied une véritable force aérienne en Iran dans les années 1960-1970. Il a pris sous sa responsabilité l'achat et l'entretien de nouveaux avions et de matériel, ce pour quoi il siège à l'état-major du ministère de la Guerre. Il est commandant en second de toutes les forces aériennes du pays. Il est nommé aussi secrétaire général de la fédération nationale iranienne des sports.
Lorsque les émeutes s'intensifient à l'hiver 1978, il refuse de suivre les conseils de l'entourage du chah, de sa belle-sœur Shahnaz, et de nombre d'officiers généraux qui lui conseillent d'émigrer. Il considère en effet qu'il a servi son pays, l'armée iranienne et non pas la personne même du chah. Ses immenses services au pays lui semblent le protéger; mais lorsque l’ayatollah Khomeiny rentre en Iran, ses jours sont comptés. Ce dernier ordonne aux gardes révolutionnaires islamistes de l'arrêter. Il est sommairement exécuté à la prison de Qasr de Téhéran, le 13 mars 1979, après une farce de procès sous le jugement de Sadegh Khalkhali. Il est accusé d’« association avec le régime idolâtre du chah; corruption ; crime anti-révolutionnaire; guerre contre Dieu, son prophète et le représentant du douzième imam. » Ses derniers mots sont: « vive l'Iran! »

## Héritage
Bien qu'il ait été tué avant la guerre Iran-Irak, tout ce qu’il a fait a bénéficié au pays et à ses forces aériennes pendant cette guerre: ainsi il a été à l’origine des commandes de F-4, F-5, et F-14,  de systèmes radar avancés, de l'acquisition du missile air-air AIM-54 Phoenix, ainsi que de l’entraînement des pilotes, ce qui a permis de résister à l'invasion irakienne.
Même trente ans plus tard, le F-14 Tomcat est le premier avion de combat des forces aériennes iraniennes.

## Source
- (en) Cet article est partiellement ou en totalité issu de l’article de Wikipédia en anglais intitulé « Nader Jahanbani » (voir la liste des auteurs).